# Selene peruviana
Selene peruviana is een  straalvinnige vissensoort uit de familie van horsmakrelen (Carangidae). De wetenschappelijke naam van de soort is voor het eerst geldig gepubliceerd in 1866 door Guichenot.
De soort staat op de Rode Lijst van de IUCN als niet bedreigd, beoordelingsjaar 2008.